# Aucey-la-Plaine
Aucey-la-Plaine – miejscowość i gmina we Francji, w regionie Normandia, w departamencie Manche.
Według danych na rok 1990 gminę zamieszkiwało 430 osób, a gęstość zaludnienia wynosiła 46 osób/km² (wśród 1815 gmin Dolnej Normandii Aucey-la-Plaine plasuje się na 487. miejscu pod względem liczby ludności, natomiast pod względem powierzchni na miejscu 553.).